# Jack Teagarden
Weldon Leo (Jack) Teagarden (Vernon, 20 augustus 1905 – New Orleans, 15 januari 1964) was een Amerikaanse jazz-trombonist.
Hij groeide op in een muzikale familie, zijn vader speelde kornet, zijn moeder met wie hij als tiener veel optrad speelde piano. In zijn leven heeft hij met vele artiesten opgetreden, meest prominente zijn Benny Goodman, Glenn Miller en Louis Armstrong. Met laatst genoemde speelde hij in diens All-Stars-band. Hij vormde na een paar jaar bij Armstrong gespeeld te hebben, zijn eigen All Stars Dixieland band. Teagarden was een van de eerste blanke jazzmuzikanten die met zwarte artiesten samenspeelde en opnames maakte.
Als een van de beste, en beroemdste jazztrombonisten van zijn tijd, was hij zeer invloedrijk. Honderden trombonisten hebben geprobeerd  een carrière te bouwen op de stijl van Teagarden. Hij week dan ook af van de traditionele "dixieland" manier van spelen, hij speelde in zijn solo's vaak in de hogere registers van zijn instrument. Hij introduceerde een gepolijste stijl,in tegenstelling tot de eerder gebruikte "tailgate" stijl waarin ruwere klanken en liptrillers veel gebrukt werden.
Met diverse orkesten en bands trad hij niet alleen op in Amerika, maar bezocht ook vaak andere delen van de wereld, zoals Europa, Japan en Zuidoost-Azië.
Naast trombone-spelen, kon Teagarden ook prima zingen en trad hij op in diverse films. In januari 1964 werd Jack Teagarden dood aangetroffen op zijn hotelkamer in New Orleans, hij bleek te zijn overleden aan een longontsteking.
- Bibsys: 90237263
- Biblioteca Nacional de España: XX873344
- Bibliothèque nationale de France: cb13900336z (data)
- Gemeinsame Normdatei: 118814877
- International Standard Name Identifier: 0000 0000 7359 3514
- Library of Congress Control Number: n83121494
- Nationale Bibliotheek van Letland: 000070277
- MusicBrainz: 79dcf09e-2290-4740-9edc-907f82420160
- Nationale Bibliotheek van Tsjechië: ola2002153740
- Nationale Bibliotheek van Israël: 987007447341405171
- Nederlandse Thesaurus van Auteursnamen: 097851256
- Istituto Centrale per il Catalogo Unico: LO1V263835
- SNAC: w6d79xz3
- Système universitaire de documentation: 070237697
- Trove: 1089655
- Virtual International Authority File: 29719516
- WorldCat: E39PBJm4YhBCDR9HGPvbjqVBfq